# Subdive
Subdive är ett hardcoreband från Avesta som bildades av Magnus Larsson, Mattias Larsson och Johan Ahlberg 1996.
Influenser kan höras från bland annat Breach, Rage Against the Machine och Refused. Bandet gjorde många spelningar i Sverige. Bland de mest uppmärksammade var på Hultsfredsfestivalen och Kalasturnén.
Videon till låten "Gasoline" sändes ofta på musikkanalen ZTV. Bandet upplöstes i mitten av 2000-talet och tre av medlemmarna spelar nu i metal-bandet Katatonia.

## Medlemmar genom åren
- Magnus Larsson – gitarr
- Johan Ahlberg – gitarr
- Micke Blixt – sång
- Mattias Larsson – basgitarr
- Fredrik Norrman – gitarr
- Kenneth Englund – trummor
- Daniel Liljekvist – trummor
- Mattias Norrman – gitarr

## Diskografi
Studioalbum
- XXX-Superstars (1999) (Brickland Records)